# Lepilemur randrianasoloi
El lémur saltador de Randrianasolo (Lepilemur randrianasoloi) es una especie de mamífero primate de la familia Lepilemuridae. Como todos los lémures es endémico de la isla de Madagascar y se distribuye al oeste de la isla, probablemente entre los ríos Tsiribihina y Manambolo.
Su cuerpo mide 29 cm y su cola 28, pesa 775 gramos. Es de color gris claro por todo el cuerpo, con tintes marrón rojizo en la cara anterior de antebrazos, patas traseras, hombros y espalda. En la mitad de la espalda y nuca aparece una línea dorsal más oscura. Posee una máscara gris claro en la cara. Los machos tienen el morro más estrecho que las hembras. La cola es rojiza.
Se encuentra en bosques secos caducifolios desde el nivel del mar a los 900 m de altitud, bosques galería y bosques de arbustos. Tiene hábitos arbóreos y nocturnos, y se alimenta de hojas.
Su estatus en la Lista Roja de la UICN es de «especie en peligro de extinción», debido a su reducida área de distribución —menos de 2600 km²— muy fragmentada y en continuo declive. Además se ha constatado una disminución en el número de adultos.